# Anatololacerta
Anatololacerta – rodzaj jaszczurek z rodziny jaszczurkowatych (Lacertidae).

## Zasięg występowania
Rodzaj obejmuje gatunki występujące w Turcji i Grecji (Wyspy Egejskie). 

## Systematyka

### Etymologia
Anatololacerta (rodz. żeński): Anatolia,  kraina historyczna w Turcji; łac. lacerta „jaszczurka”.

### Podział systematyczny
Do rodzaju należą następujące gatunki:
- Anatololacerta anatolica (Werner, 1900)
- Anatololacerta danfordi (Günther, 1876)
- Anatololacerta finikensis (Eiselt & Schmidtler, 1987)
- Anatololacerta ibrahimi (Eiselt & Schmidtler, 1987)
- Anatololacerta pelasgiana (Mertens, 1959)